# Grande Prêmio de San Marino de 2018 (MotoGP)
O Grande Prêmio da MotoGP de San Marino de 2018 ocorreu em 09 de setembro.

## Resultados

### Classificação MotoGP
| Pos | Piloto             | Equipe                      | Moto    | Tempo     | Pontos |
| --- | ------------------ | --------------------------- | ------- | --------- | ------ |
| 1   | Andrea Dovizioso   | Ducati Team                 | Ducati  | 42'05.426 | 25     |
| 2   | Marc Marquez       | Repsol Honda Team           | Honda   | +2.822    | 20     |
| 3   | Cal Crutchlow      | LCR Honda CASTROL           | Honda   | +7.269    | 16     |
| 4   | Alex Rins          | Team SUZUKI ECSTAR          | Suzuki  | +14.687   | 13     |
| 5   | Maverick Viñales   | Movistar Yamaha MotoGP      | Yamaha  | +16.016   | 11     |
| 6   | Dani Pedrosa       | Repsol Honda Team           | Honda   | +17.408   | 10     |
| 7   | Valentino Rossi    | Movistar Yamaha MotoGP      | Yamaha  | +19.086   | 9      |
| 8   | Andrea Iannone     | Team SUZUKI ECSTAR          | Suzuki  | +21.804   | 8      |
| 9   | Alvaro Bautista    | Angel Nieto Team            | Ducati  | +23.919   | 7      |
| 10  | Johann Zarco       | Monster Yamaha Tech 3       | Yamaha  | +27.559   | 6      |
| 11  | Danilo Petrucci    | Alma Pramac Racing          | Ducati  | +30.698   | 5      |
| 12  | Franco Morbidelli  | EG 0,0 Marc VDS             | Honda   | +32.941   | 4      |
| 13  | Takaaki Nakagami   | LCR Honda IDEMITSU          | Honda   | +33.461   | 3      |
| 14  | Aleix Espargaro    | Aprilia Racing Team Gresini | Aprilia | +35.686   | 2      |
| 15  | Michele Pirro      | Ducati Team                 | Ducati  | +35.812   | 1      |
| 16  | Bradley Smith      | Red Bull KTM Factory Racing | KTM     | +46.500   | 0      |
| 17  | Jorge Lorenzo      | Ducati Team                 | Ducati  | +46.614   | 0      |
| 18  | Jack Miller        | Alma Pramac Racing          | Ducati  | +50.593   | 0      |
| 19  | Hafizh Syahrin     | Monster Yamaha Tech 3       | Yamaha  | +55.168   | 0      |
| 20  | Karel Abraham      | Angel Nieto Team            | Ducati  | +1'02.255 | 0      |
| 21  | Scott Redding      | Aprilia Racing Team Gresini | Aprilia | +1'09.475 | 0      |
| 22  | Thomas Luthi       | EG 0,0 Marc VDS             | Honda   | +1'12.608 | 0      |
| 23  | Christophe Ponsson | Reale Avintia Racing        | Ducati  | 1 volta   | 0      |

### Classificação Moto2
| Pos | Piloto              | Equipe                      | Moto     | Tempo     | Pontos |
| --- | ------------------- | --------------------------- | -------- | --------- | ------ |
| 1   | Francesco Bagnaia   | SKY Racing Team VR46        | Kalex    | 41'02.106 | 25     |
| 2   | Miguel Oliveira     | Red Bull KTM Ajo            | KTM      | +3.108    | 20     |
| 3   | Marcel Schrotter    | Dynavolt Intact GP          | Kalex    | +4.094    | 16     |
| 4   | Mattia Pasini       | Italtrans Racing Team       | Kalex    | +6.320    | 13     |
| 5   | Joan Mir            | EG 0,0 Marc VDS             | Kalex    | +6.728    | 11     |
| 6   | Lorenzo Baldassarri | Pons HP40                   | Kalex    | +9.470    | 10     |
| 7   | Fabio Quartararo    | + Ego Speed Up Racing       | Speed Up | +12.068   | 9      |
| 8   | Brad Binder         | Red Bull KTM Ajo            | KTM      | +12.134   | 8      |
| 9   | Jorge Navarro       | Federal Oil Gresini Moto2   | Kalex    | +17.425   | 7      |
| 10  | Xavi Vierge         | Dynavolt Intact GP          | Kalex    | +21.986   | 6      |
| 11  | Simone Corsi        | Tasca Racing Scuderia Moto2 | Kalex    | +24.701   | 5      |
| 12  | Remy Gardner        | Tech 3 Racing               | Tech 3   | +25.582   | 4      |
| 13  | Dominique Aegerter  | Kiefer Racing               | KTM      | +25.760   | 3      |
| 14  | Andrea Locatelli    | Italtrans Racing Team       | Kalex    | +26.718   | 2      |
| 15  | Jesko Raffin        | Temporary Lavorint SAG Team | Kalex    | +31.168   | 1      |
| 16  | Joe Roberts         | NTS RW Racing GP            | NTS      | +38.707   | 0      |
| 17  | Steven Odendaal     | NTS RW Racing GP            | NTS      | +39.432   | 0      |
| 18  | Alex Marquez        | EG 0,0 Marc VDS             | Kalex    | +39.551   | 0      |
| 19  | Iker Lecuona        | Swiss Innovative Investors  | KTM      | +40.436   | 0      |
| 20  | Bo Bendsneyder      | Tech 3 Racing               | Tech 3   | +41.814   | 0      |
| 21  | Niki Tuuli          | Petronas Sprinta Racing     | Kalex    | +48.043   | 0      |
| 22  | Khairul Idham Pawi  | IDEMITSU Honda Team Asia    | Kalex    | +53.390   | 0      |
| 23  | Jules Danilo        | Nashi Argan SAG Team        | Kalex    | +1'05.605 | 0      |
| 24  | Federico Fuligni    | Tasca Racing Scuderia Moto2 | Kalex    | +1'16.602 | 0      |
| 25  | Xavi Cardelus       | Team Stylobike              | Kalex    | +1'31.250 | 0      |

### Classificação Moto3
| Pos | Piloto                 | Equipe                     | Moto      | Tempo     | Pontos |
| --- | ---------------------- | -------------------------- | --------- | --------- | ------ |
| 1   | Lorenzo Dalla Porta    | Leopard Racing             | Honda     | 39'38.684 | 25     |
| 2   | Jorge Martin           | Del Conca Gresini Moto3    | Honda     | +0.058    | 20     |
| 3   | Fabio Di Giannantonio  | Del Conca Gresini Moto3    | Honda     | +0.122    | 16     |
| 4   | Gabriel Rodrigo        | RBA BOE Skull Rider        | KTM       | +0.822    | 13     |
| 5   | Jakub Kornfeil         | Redox PruestelGP           | KTM       | +6.553    | 11     |
| 6   | Albert Arenas          | Angel Nieto Team Moto3     | KTM       | +6.859    | 10     |
| 7   | Dennis Foggia          | SKY Racing Team VR46       | KTM       | +7.315    | 9      |
| 8   | Darryn Binder          | Red Bull KTM Ajo           | KTM       | +7.380    | 8      |
| 9   | Andrea Migno           | Angel Nieto Team Moto3     | KTM       | +8.608    | 7      |
| 10  | Niccolò Antonelli      | SIC58 Squadra Corse        | Honda     | +8.853    | 6      |
| 11  | Tony Arbolino          | Marinelli Snipers Team     | Honda     | +10.408   | 5      |
| 12  | Adam Norrodin          | Petronas Sprinta Racing    | Honda     | +10.783   | 4      |
| 13  | Kaito Toba             | Honda Team Asia            | Honda     | +27.817   | 3      |
| 14  | Vicente Perez          | Reale Avintia Academy 77   | KTM       | +27.897   | 2      |
| 15  | Kazuki Masaki          | RBA BOE Skull Rider        | KTM       | +28.062   | 1      |
| 16  | Marcos Ramirez         | Bester Capital Dubai       | KTM       | +47.155   | 0      |
| 17  | Stefano Nepa           | CIP - Green Power          | KTM       | +34.385   | 0      |
| 18  | Nakarin Atiratphuvapat | Honda Team Asia            | Honda     | +47.510   | 0      |
| 19  | Yari Montella          | SIC58 Squadra Corse        | Honda     | +47.577   | 0      |
| 20  | Kevin Zannoni          | TM Racing Factory 3570 MTA | TM RACING | 1 volta   | 0      |